# Rainer Schmidt (Journalist)
Rainer Schmidt (* 1964) ist ein deutscher Journalist und Schriftsteller. Er arbeitet und lebt in Berlin.

## Leben und Wirken
Rainer Schmidt studierte Volkswirtschaftslehre in Bonn, Vadodara (Indien) und Göttingen, danach Journalismus an der City University London. Nach dem Volontariat bei der Frankfurter Rundschau war er in London Redakteur beim BBC World Service (Radio), später bei dem zu Dow Jones gehörenden TV-Nachrichtensender EBN (European Business News). 
Ende 1995 fing er in Hamburg beim ZEITmagazin an, 1999 bei SPIEGELreporter. Von 2001 bis 2006 war er stellvertretender Chefredakteur von MAX, danach Vize-Chef bei Park Avenue, anschließend bei Vanity Fair in Berlin. Von 2010 bis 2012 war er Chefredakteur der deutschen Ausgabe des Rolling Stone und des Musikexpress. Seit 2016 verantwortet er als leitender Redakteur das Magazin Frankfurter Allgemeine Quarterly (FAQ).
Schmidt ist Erfinder und seit 2015 Gastgeber des Berliner Literatursalons Writers’ Thursday im Restaurant Borchardt. Dort lesen jeweils sechs Autoren aus Neuerscheinungen oder älteren, vor allem pophistorisch bedeutsamen Werken. Gäste waren unter anderem Sibylle Berg, Maxim Biller, Bov Bjerg, Flake, Helene Hegemann, Alexa Hennig von Lange, Clemens Meyer, Sven Regener, Daniel Richter, Stefanie Sargnagel, Wolf Wondratschek und Feridun Zaimoglu.
Schmidt ist mit der Journalistin Julia Encke verheiratet.

## Werke
- Wie lange noch. Roman. Kiepenheuer & Witsch, Köln 2008, ISBN 978-3-462-03985-6.
- London Calling. Erzählung. In: Gute Vorsätze, schlechtes Karma. Geschichten vom Ende des Jahres. Suhrkamp, Frankfurt am Main 2008, ISBN 978-3-518-46026-9.
- Liebestänze. Roman. Kiepenheuer & Witsch, Köln 2009, ISBN 978-3-462-04151-4.
- Gefahrenzone. Geschichten aus dem Bauch eines Restaurants (mit Roland Mary). Goldmann, München 2013, ISBN 978-3-442-31333-4.
- Die Cannabis GmbH. Roman. Rogner & Bernhard, Berlin 2014, ISBN 978-3-95403-068-2; Heyne, München 2016, ISBN 978-3-453-67697-8.
- Legal High. Roman. Rowohlt Berlin, Berlin 2016, ISBN 978-3-87134-173-1.